# Idan Cohen
Idan Cohen (in ebraico עידן כהן‎?; 6 gennaio 1996) è un calciatore israeliano, difensore dell'Hapoel Petah Tiqwa.

## Palmarès

### Competizioni nazionali
- Liga Leumit: 1

Maccabi Petah Tiqwa: 2022-2023